# 리치먼드 애슬레틱 FC
리치먼드 애슬레틱 FC(영어: Richmond Athletic Football Club)는뉴질랜드 넬슨의 리치먼드를연고로 하는 뉴질랜드 축구단이다.

## 역사
1948년에 창단된 리치먼드 애슬레틱은 2005년에 리치먼드 시티로 이름을 변경했었다 2006년에 지역 리그에서 우승했고 메인랜드 프리미어리그 승격을 위한 플레이오프에 진출하여 플레이오프까지 진출하게 되었지만, 이후의 부진으로  2년만에 리그에서 강등이 된다. 강등 이후 구단은 다시 리치먼드 애슬레틱이라는 이름을 사용했다.
리치먼드 애슬레틱은 2010년에 다시 승격 플레이오프에 올랐지만 플레이오프에서의 패배로 승격은 이루어지지 않았다.